# Pseudometabletus
Pseudometabletus is een geslacht van kevers uit de familie van de loopkevers (Carabidae). De wetenschappelijke naam van het geslacht is voor het eerst geldig gepubliceerd in 1930 door Liebke.

## Soorten
Het geslacht Pseudometabletus is monotypisch en omvat slechts de volgende soort:
- Pseudometabletus nevermanni Liebke, 1930